# АЭС Купер
АЭС Купер (англ. Cooper Nuclear Station) — действующая атомная электростанция в центральной части США.
Станция расположена на берегу реки Миссури в округе Немахо штата Небраска.
Атомная электростанция Купер к 1974 году была полностью построена и подключена к энергосистеме США. Всего на станции был установлен и запущен один энергоблок с реактором мощностью 770 МВт. Тип реактора на станции относится к типу BWR – кипящий водяной производства General Electric. Срок службы реактора был продлен на пятнадцать лет до 2029 года.
Атомная электростанция названа в честь Гая Купера-младшего и Гая Купера-старшего – строителя первой электростанции в штате Небраска в конце XIX века.
В 1998 году в рамках программы «Мегатонны в МегаВатты» здесь впервые в США использовали топливо из переработанного урана из ядерных боеголовок.

## Инциденты
19 июня 2011 года из-за наводнения на реке Миссури на АЭС Купер была введена чрезвычайная ситуация. 12 июля ЧС была отменена.

## Информация об энергоблоках
| Энергоблок | Тип реакторов       | Мощность | Мощность | Начало строительства | Физпуск    | Подключение к сети | Ввод в эксплуатацию | Закрытие |
| Энергоблок | Тип реакторов       | Чистый   | Брутто   | Начало строительства | Физпуск    | Подключение к сети | Ввод в эксплуатацию | Закрытие |
| ---------- | ------------------- | -------- | -------- | -------------------- | ---------- | ------------------ | ------------------- | -------- |
| Купер      | BWR, BWR-4 (Mark 1) | 768 МВт  | 801 МВт  | 01.06.1968           | 21.02.1974 | 10.05.1974         | 01.07.1974          | —        |